# ГЕС Рікобайо
ГЕС Рікобайо (ісп. RICOBAYO) — гідроелектростанція на півночі Іспанії. Є нижньою із двох станцій (друга — ГЕС Ла-Ремоліна) на річці Есла, яка дренує південний схил Кантабрійських гір та є правою притокою Дуеро (впадає в Атлантичний океан вже на території Португалії).
Для роботи станції річку перекрили гравітаційною греблею висотою 99 метрів та довжиною 270 метрів, на спорудження якої пішло 398 тис. м3 матеріалу. Вона створила велике водосховище об'ємом до 1200 млн м3 (корисний об'єм 1041 млн м3) з нормальним коливанням рівня між позначками 641 та 684 метри НРМ. Ця водойма площею поверхні 58 км2 витягнулась на 52 км по долині самої Если та затокою протяжністю 32 км по долині її притоки Алісте.
За рік до введення станції в експлуатацію, у 1934-му, відбулась непередбачена руйнація прилеглого до греблі схилу, внаслідок чого стався витік води потужністю 5000 м3/сек, що утворив виїмку висотою та шириною до 100 метрів. До 1939 року берег водосховища розмило протягом 350 метрів вище від місця аварії, вилучивши звідси понад 1,1 млн м3 породи. Одразу після інциденту розпочались масштабні роботи з укріплення конструкцій та організації додаткових водоскидів, що дозволило запобігти руйнації греблі. При цьому під час прокладання тунелю у створених потопом завалах стався вибух із загибеллю 23 робітників.
Розташований біля греблі машинний зал обладнали спочатку трьома, а з 1947 року чотирма турбінами типу Френсіс потужністю по 33,3 МВт, які працюють при напорі у 83 метри. В 2002 році відбулась повна реновація цієї частини станції, яка збільшила потужність гідроагрегатів до 50 МВт.
В середині 1990-х років ГЕС вирішили підсилити другою чергою. Для неї облаштували підземний машинний зал розмірами 55х20 метрів та висотою 24,5 метра, в якому розташували одну турбіну того ж типу потужністю 150 МВт.
Зв'язок з енергосистемою відбувається по ЛЕП, що працюють під напругою 132 та 220 кВ.